# Cimetovec
Cimetovec (znanstveno ime Cinnamomum verum, znan tudi kot Cinnamomum zeylanicum) je majhno zimzeleno drevo iz družine lovorovk (Lauraceae), ki izvira iz Šrilanke. Začimba, ki jo pridobivajo iz notranjega lubja drevesa cimetovca (pa tudi kitajskega cimetovca), se imenuje cimet.

## Opis
Drevesa cimetovca so visoka 10–25 metrov. Listi so ovalno podolgovate oblike in merijo v dolžino 7– 18 cm. Cvetovi, ki so združeni v metlice, so zelenkaste barve in izrazitega vonja. Obrodi vijolične koščičaste plodove, ki vsebujejo eno seme.

## Gojenje
Stari sinonim za cimetovec (Cinnamomum zeylanicum) izhaja iz prejšnjega imena Šrilanke (Cejlon). Šrilanka ostaja vodilna sila na področju proizvodnje cimeta, saj proizvede kar 80–90 % celotne svetovne ponudbe te začimbe. Poleg otoške države se gojenja cimeta poslužujejo tudi na Sejšelih, Madagaskarju in v Tanzaniji. 